# Jaume Creixell
Jaume Creixell Barnada (Barcelona, 11 de julio de 1942), apodado como "el tigre Creixell", es un exentrenador de fútbol y exjugador, que ha desarrollado toda su carrera como técnico en equipos de fútbol catalanes.

## Biografía
En su etapa como jugador, Creixell ocupó la posición de guardameta en distintos equipos, la mayoría catalanes. Se inició en las categorías inferiores del FC Barcelona, llegando a formar parte de la plantilla del Elche Club de Fútbol en 1963, primera temporada que el club ilicitano estuvo en Primera División. Como portero, desarrolló buena parte de su carrera deportiva en equipos como el CF Badalona, donde debutó y jugó hasta en tres ocasiones, Terrassa FC, UE Sant Andreu, Real Jaén, CE Europa o el Gimnàstic de Tarragona entre otros clubes, hasta que se retiró del fútbol profesional con 33 años.
En 1975, a los pocos meses de retirarse por una lesión en el hombro, comenzó su carrera como entrenador en el CF Badalona, último equipo en el que jugó. Posteriormente fue pasando por los banquillos de equipos de la Tercera División española como el CE Mataró o el FC Santboià entre otros, hasta que en 1989 obtiene uno de sus mayores éxitos como técnico de la Unió Esportiva Sant Andreu, club en el que permanece desde 1988 hasta 1991. Creixell logró el ascenso en 1990 a Segunda División B con el equipo de Barcelona, siendo elegido mejor técnico del año en el grupo catalán de Tercera, y permaneció un año más hasta que fue cesado.
Tras dos etapas en la AEC Manlleu y el FC Palafrugell con malos resultados, Creixell regresó al Sant Andreu en 1993, y permaneció en el club barcelonés dos temporadas. Después continuó entrenando al Badalona y al CE Mataró, y en 1997 ficha por la UE Sitges, donde continúa hasta que vuelve al Sant Andreu en 1999. Durante toda la década de 1990, Creixell dirigió a seis equipos catalanes distintos.
Tras una breve estancia en la UDA Gramanet, en 2002 ficha por el Centre d'Esports L'Hospitalet como secretario técnico, y se mantiene dos temporadas en las que llega a entrenar el equipo pero el club hospitalense desciende a Tercera. En 2005 regresa de nuevo al Sant Andreu para ocupar la misma labor, y allí permanece dos años hasta que se desvinculó del cargo en 2007. Ese mismo año, regresó de nuevo al Club Esportiu Mataró, donde aguanta dos años en los que no puede evitar que el club, en medio de una crisis institucional, descendiese a Preferente. En 2009, volvió a los banquillos para dirigir al CD Montcada, y a mediados de la campaña 2010/11 fue contratado por el Club Esportiu Premià.
Durante sus 38 años como entrenador, Creixell ha entrenado a 13 clubes de fútbol catalanes en diversas etapas y de forma ininterrumpida. La Federación Catalana de Fútbol quiso galardonarlo en 2008 con una medalla en reconocimiento a su carrera, pero Creixell renunció a ella tras una agria polémica al ser expulsado de un partido. Al día siguiente, pidió disculpas al organismo.
En abril de 2011 abandonó el CE Premià, y entró en los medios de comunicación como tertuliano en Ona FM y Punto Pelota (Intereconomía).

## Clubes

### Como jugador
| Club                   | País   | Años      |
| ---------------------- | ------ | --------- |
| CF Badalona            | España | 1960-1962 |
| Terrassa FC            | España | 1962-1963 |
| Elche CF               | España | 1963-1964 |
| UE Sants               | España | 1964-1966 |
| Gimnàstic de Tarragona | España | 1966-1967 |
| Real Jaén              | España | 1967-1968 |
| CD Eldense             | España | 1968-1969 |
| FC Calella             | España | 1969-1970 |
| CF Gavà                | España | 1970-1971 |
| CF Badalona            | España | 1971      |
| CE Europa              | España | 1971-1974 |
| CF Badalona            | España | 1974-1975 |
| UE Vic                 | España | 1975      |

### Como entrenador
| Club            | País   | Años                                    |
| --------------- | ------ | --------------------------------------- |
| CF Badalona     | España | 1975-1976 1996-1997                     |
| CE Mataró       | España | 1976-1978 2000-2001 2004-2005 2007-2009 |
| FC Santboià     | España | 1978-1979                               |
| AC Baronense    | España | 1979                                    |
| CA Ibèria       | España | 1981-1982                               |
| UD Cerdanyola   | España | 1982-1984                               |
| FC Santboià     | España | 1984-1985                               |
| UDA Gramenet    | España | 1985-1986                               |
| AEC Manlleu     | España | 1987-1988 1991-1992                     |
| CE Cristinenc   | España | 1988                                    |
| UE Sant Andreu  | España | 1988-1991 1993-1996 1999-2001 2006-2007 |
| FC Palafrugell  | España | 1992-1993                               |
| UE Sitges       | España | 1997-1999                               |
| UDA Gramenet    | España | 2001-2002                               |
| CE L'Hospitalet | España | 2002-2003                               |
| CD Montcada     | España | 2009-2010                               |
| CE Premià       | España | 2010-2011                               |